# Via Bàltica
|  | No s'ha de confondre amb el tram de l'E67, també anomentat Via Bàltica. |

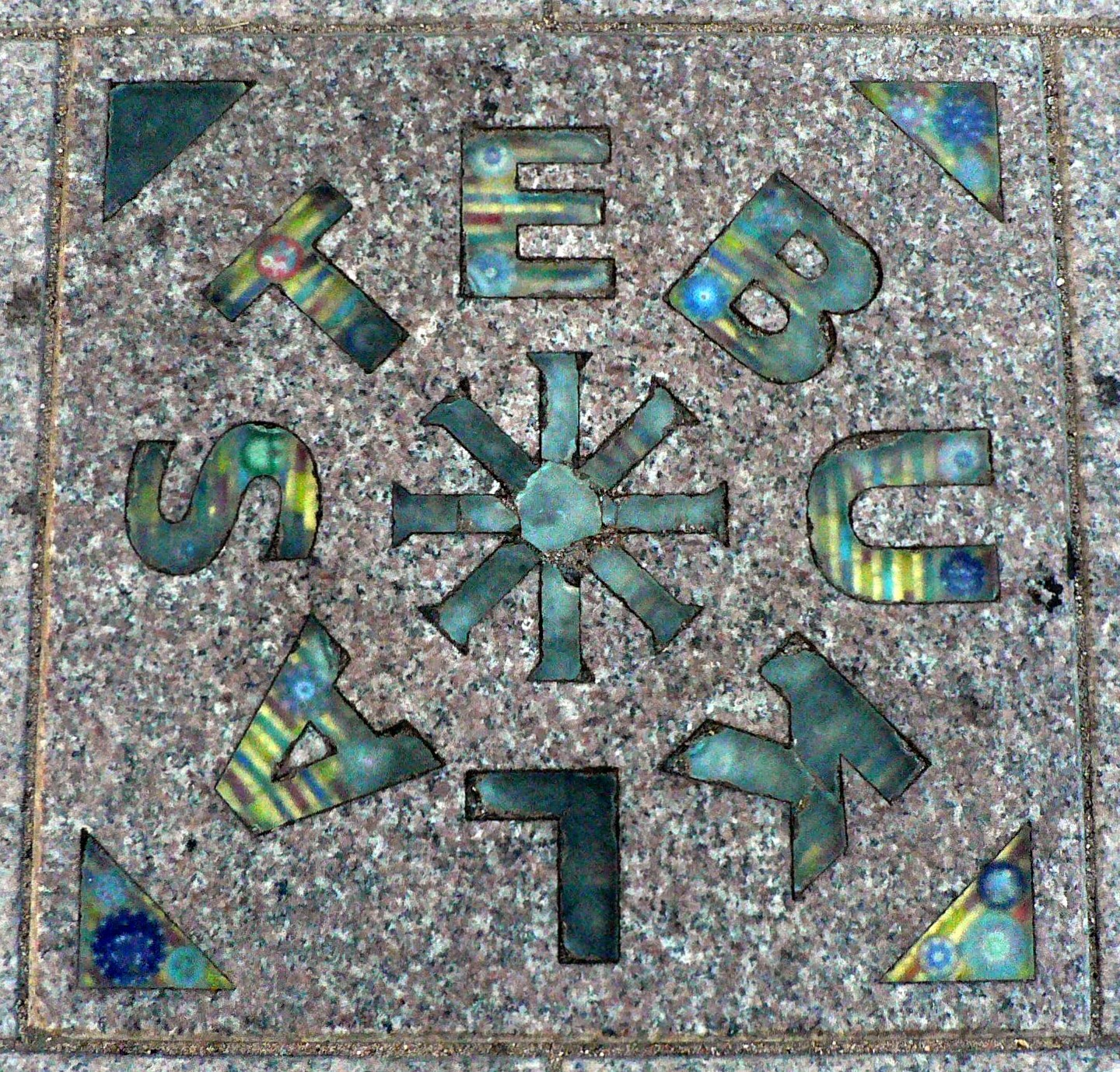
La placa "STEBUKLAS" (que significa "miracle") al costat de la catedral de Vílnius, a l'indret on va començar la cadena humana.

La Cadena Bàltica o Via Bàltica (estonià Balti kett, letó Baltijas ceļš, lituà Baltijos kelias) és el nom donat a una cadena humana que anava des de Vílnius a Tallinn passant per Riga (560 km en total) per exigir la independència dels Països Bàltics el 23 d'agost de 1989. Entre 1,5 i 2 milions de persones (sobre uns 7 milions d'habitants totals de les tres repúbliques) van participar en aquest esdeveniment que va donar lloc a un enduriment de l'actitud de Moscou enfront de les repúbliques soviètiques. L'elecció de la data es deu a la celebració del cinquantenari del Pacte Nazi-Soviètic.

## Història
Amb l'arribada de Mikhaïl Gorbatxov (1985) com a Primer Secretari del PCUS, comencen la glàsnost i la perestroika. Aquest augment de llibertat va conduir a un desafiament a la dominació soviètica, especialment dels Països Bàltics (annexionats el 1940) i que havien estat sotmesos a una agressiva política de russificació i colonització de la població, per part del govern central soviètic.

### Preparació
El 23 d'agost de 1986, el Dia de la Cinta Negra (commemoració en record de les víctimes de l'estalinisme i del nazisme), es van celebrar manifestacions en 21 ciutats occidentals, incloent-hi Nova York, Ottawa, Londres, Estocolm, Seattle, Los Angeles, Perth, Austràlia, i Washington DC per portar l'atenció mundial de les violacions dels Drets Humans per part de la Unió Soviètica. El 1987, es van dur a terme protestes en el Dia de la Cinta Negra a 36 ciutats, entre elles Vílnius. També es van dur a terme protestes contra el Pacte Mólotov-Ribbentrop a Tallin i Riga el 1987. Aquest pacte, signat el 1939 pels ministres d'afers exteriors de la Unió Soviètica i de l'Alemanya nazi, era un pacte secret que definia el repartiment entre ells dels territoris dels tres estats bàltics, i que va dur a annexar il·legalment l'URSS (juny de 1940) aquests estats. És el 23 d'agost del 1988 quan el contingut de l'acord es fa públic.
El 1988, per primera vegada, aquest tipus de protestes van ser permeses per les autoritats soviètiques i no van acabar en arrestos. Llavors els activistes van planejar una gran manifestació pel 50è aniversari del pacte Molotov-Ribbentrop, que seria el 1989. No és clar quan i per qui es va avançar la idea d'una cadena humana. Sembla que la idea va ser proposada durant una reunió trilateral a Pärnu, el 15 de juliol. Es va signar un acord oficial entre els activistes del Bàltic a Cēsis el 12 d'agost. Les autoritats locals del Partit Comunista van aprovar la protesta. Alhora diverses peticions diferents, denunciant l'ocupació soviètica, reunien centenars de milers de signatures.
Els organitzadors van traçar la cadena, amb designació de llocs específics en determinades ciutats, pobles i llogarets per assegurar-se que la cadena seria ininterrompuda. Es van proporcionar viatges en autobús gratis per als que no tenien altre mitjà de transport. Les preparacions a tot el país, van dinamitzar la població rural. Alguns empresaris no van permetre que els treballadors tinguessin el dia lliure (23 d'agost va caure un dimecres), mentre que altres van patrocinar els viatges en autobús. En el dia de l'esdeveniment, programes de ràdio especials van ajudar a coordinar l'esforç. Estònia va declarar dia festiu.
Els moviments independentistes bàltics van emetre una declaració conjunta per al món i la comunitat europea del motiu de la protesta. La declaració va condemnar el Pacte Molotov-Ribbentrop, qualificant-lo com un acte criminal, i va instar que es declarés que el pacte era "nul i sense efecte des del moment de la signatura".

### La cadena

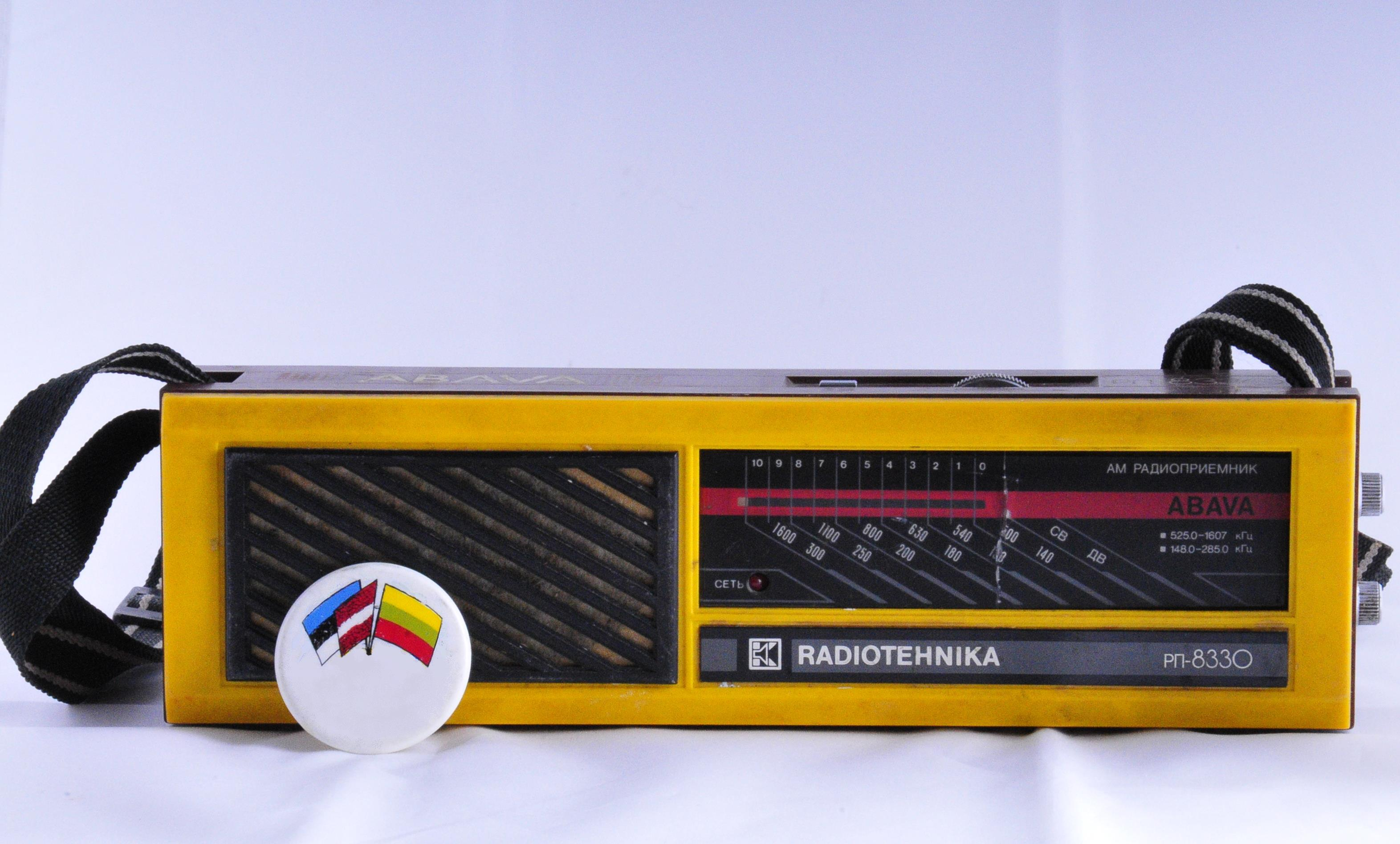
Les persones portaven ràdios portàtils per ser capaços de dir l'hora exacta en què havien de formar la cadena humana des de Tallinn a Riga i Vílnius

El 23 d'agost del 1989, gairebé dos milions d'estonians, letons i lituans uniren les seves mans per formar una cadena humana de 600 km de llarg, travessant els tres països bàltics per expressar la seva condemna del passat i l'esperança per al futur. Organitzada pels moviments nacionals dels tres països bàltics: el Front Popular d'Estònia (Rahvarinne) el Front Popular de Letònia (Tautas fronte) i el Moviment Reformador de Lituània (Sąjūdis).
La cadena de connexió de les tres capitals bàltiques partia de Vílnius, seguia per l'autopista A2 fins a Ukmergė i Panevėžys, a continuació, per Pasvalys i Bauska fins a Riga i després a través de Cēsis, Valmiera, Rūjiena, Viljandi, Türi i Rapla fins al final, Tallinn. Els manifestants van unir les seves mans durant 15 minuts, a les 7 de la tarda, hora local. Més tard, es varen dur a terme una sèrie de reunions i protestes locals. En Vílnius, prop de 5.000 persones es van reunir a la Plaça de la Catedral, amb espelmes i cantant cançons nacionals, incloent-hi Tautiška giesmė. D'altra banda, els capellans varen celebrar misses i varen fer sonar les campanes de les esglésies. Els líders dels fronts populars estonians i letons es van reunir a la frontera entre les dues repúbliques fent un funeral simbòlic, en el qual una creu negra gegant fou cremada. Els manifestants portaven espelmes i banderes nacionals anteriors a la guerra adornades amb cintes negres en memòria de les víctimes del terror soviètic: Germans del Bosc, deportats a Sibèria, presos polítics, i altres "enemics del poble".
Així va néixer la Via Bàltica, notable acte de solidaritat que va cridar molt l'atenció a tot el món. Es va demostrar que els tres països bàltics, amb independència de la seva pròpia identitat nacional, podrien unir les seves forces per trobar el camí a la llibertat. La impressionant cadena humana, combinada amb la creixent pressió internacional per a la revelació de la veritat de la història, va donar un impuls decisiu a la restauració de la independència estatal d'Estònia de Letònia i Lituània, alhora que va encoratjar els moviments democràtics a tota la Unió Soviètica.
La imatge positiva de la no-violència de la Revolució Cantant es va estendre entre els mitjans de comunicació occidentals.

## Després de l'esdeveniment

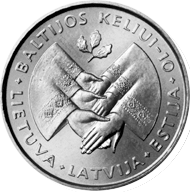
Monedes lituanes commemoratives, encunyades el 1999.

Els Països Bàltics van aconseguir la seva independència el setembre de 1991, després del cop de Moscou del 21 d'agost de 1991.
El 2009, la UNESCO va decidir incloure el material documental sobre aquest esdeveniment al Programa Memòria del Món de la UNESCO.